# Morrison, Oklahoma
Morrison är en ort i Noble County i delstaten Oklahoma, USA.